# Musik i Syd
Musik i Syd är länsmusiken i Kronobergs län och Skåne län. Musik i Syd AB bildades 2003 genom en sammanslagning av verksamheterna i stiftelserna Musik i Skåne och Musik i Kronoberg. Bolaget ägs gemensamt av stiftelserna och dess styrelse utses av de två stiftelsernas respektive styrelser.
Musik i Syd har sitt huvudkontor i Kulturkvarteret Kristianstad (tidigare Konserthuset Kristianstad) samt verksamhet i Växjö konserthus och Palladium i Malmö.
Musik i Syd producerar program med levande musik för alla åldersgrupper. Musik i Syd medverkar också som samarbetspart i olika projekt och flera musikfestivaler, till exempel Båstad kammarmusikfestival, Korrö folkmusikfestival, Lund Choral Festival, och Ystad Sweden Jazz Festival. 
Inom institutionen finns två ensembler: Ensemble Mare Balticum, fokuserad på tidig musik, och kammarorkestern Musica Vitae.
VD för Musik i Syd sedan 2018 är Susanne Rydén.

## Ensemble Mare Balticum
Ensemble Mare Balticum är en ensemble specialiserad på tidig musik (fram till och med 1600-talet) från länderna kring Östersjön (Mare Balticum). Ensemblen bildades 1989 och är en del av Musik i Syd.
Vid sidan av sin konsertverksamhet bedriver Ensemble Mare Balticum även verksamhet för elever i grundskolor och folkhögskolor, samt för studenter vid högskolor och universitet.

### Medlemmar
- Ute Godecke – sång, barockviolin, blockflöjt, gotisk harpa, skalmeja
- Tommy Johansson – luta, renässansgitarr, mandora, vihuela de mano, cister
- Dario Losciale – kontrabas, violone, basgamba
- Per Mattsson – tidiga stråkinstrument (barockfiol, medeltida fiddla, rebec, lira da braccio, marintrumpet), vevlira
- Fredrik Persson – dulcian, skalmejor
- Stefan Wikström – trombon, ventilbasun